# Lucinella
Lucinella is een geslacht van tweekleppigen uit de  familie van de Lucinidae.

## Soorten
- Lucinella contraria (Dunker, 1846)
- Lucinella divaricata (Linnaeus, 1758) = Dubbeltjesschelp
- Lucinella legouxi (Nicklès, 1952)
- Lucinella liratula (G. B. Sowerby III, 1890)

Niet geaccepteerde soort:
- Lucinella araiogramma (P. G. Oliver & Chesney, 1997) -> Loripes araiogramma P. G. Oliver & Chesney, 1997